# 族外婚
族外婚（ぞくがいこん） （英:exogamy）は、同族集団の外部との結婚をいう。族外結婚（ぞくがいけっこん）ともいう。
文化によって同族の範囲、内容は異なるが、多くの文化で族外の者との婚姻が推奨される。近親婚の禁止などを含む親族体系の研究は、文化人類学の大きなテーマのひとつとなってきた。
中国では、儒教文化が発展する中で父系制で一族を考える同姓不婚の制度が確立し、姓が同じであれば族内婚と考えられ、忌み嫌われた。しかし、唐代ではまだこの原則は機能していたものの、時代の経過とともに一族の把握が難しくなり、次第に緩和され、諸事情で姓を変えられてしまうため一族の把握が困難になったとの理由で、この制度は清代末期に完全に撤廃された。
朝鮮半島では李氏朝鮮時代に、中国から持ち込まれた儒教的思想から、本貫が同じであれば結婚を禁止するという同姓同本不婚の原則が形作られた。大韓民国では1957年制定の民法第809条でこれを規定したものの、現実には同姓同本でありながら事実婚を行う韓国人も多かったため、最終的には法律で規定してから40年足らずで違憲判決が出され、その後撤廃された。